# Le Bacon
Pour l’article homonyme, voir Bacon.
Le Bacon est un petit village et une ancienne commune française, située dans le département de la Lozère en région Occitanie.

## Géographie
Le Bacon est situé dans le Massif central, en Lozère.

## Toponymie
Ce  nom  pourrait  provenir  du  gévaudanais "bacou ou bacon" qui désignait la dépouille du lard de porc entier que  l’on  sale  puis  suspend  pour  la  faire  sécher.

## Histoire
Le 1er janvier 1973, la commune fusionne avec deux communes : Arcomie et Berc, pour constituer la nouvelle commune nommée Les Monts-Verts. Elle prend alors le statut de commune associée qu'elle conserve jusqu'au 17 juillet 1990  où la fusion simple est substituée à la fusion-association (arrêté préfectoral du 17 juillet 1990).

## Politique et administration

### Liste des maires
| Période | Période          | Identité     | Étiquette | Qualité |
| ------- | ---------------- | ------------ | --------- | ------- |
|         | 31 décembre 1972 | Henri Delort |           |         |

## Démographie
Le recensement de 1968 y dénombre 136 habitants.

## Culture locale et patrimoine

### Lieux et monuments
- Église du Bacon